# 東神戸渡り線
東神戸渡り線（ひがしこうべわたりせん）とは、阪神高速道路の構想路線である。

## 概要
東神戸渡り線は、神戸市東灘区に位置する全長約2kmの短い路線で、東神戸線という地域高規格道路のうち魚崎浜周辺で阪神高速3号神戸線と阪神高速5号湾岸線を結ぶ渡り線である。接続部はどちらもフルジャンクションになると予想される。この渡り線により3号神戸線の交通分散による渋滞緩和や3号神戸線と5号湾岸線のアクセスの強化が期待されている。現在、事業化はされておらず、大阪湾岸道路延伸部や名神湾岸連絡線の供用後の交通状況を見極める必要があるという。
なお、そこから北へ行き阪神高速7号北神戸線の有馬口ジャンクション付近に接続される東神戸線においては、南北軸は確保できているなどという理由から計画は中止されている。

## ルート
阪神高速5号湾岸線の魚崎浜出入口付近から東へ分岐し、その後北上、阪神高速3号神戸線の魚崎出入口の東付近に接続する予定である。

## 接続予定道路
- 3号神戸線
- 5号湾岸線